# Championnat de Jordanie de football 2000
Navigation
Saison précédente Saison suivante
La saison 2000 du Championnat de Jordanie de football est la cinquante-deuxième édition du championnat de première division en Jordanie. La compétition est disputée sous forme de poule unique où les dix meilleurs clubs du pays s'affrontent deux fois au cours de la saison, à domicile et à l'extérieur. En fin de saison, les deux derniers du classement sont relégués et remplacés par les deux meilleurs clubs de deuxième division.
C'est le club d'Al Faisaly Club, tenant du titre, qui remporte à nouveau la compétition après avoir terminé invaincu en tête du classement final, avec huit points d'avance sur Al-Weehdat Club et dix-huit sur Al-Ahli Amman. C'est le 27e titre de champion de Jordanie de l'histoire du club, qui manque le doublé en s'inclinant en finale de la Coupe de Jordanie face à Al-Weehdat.

## Les clubs participants
| - Al-Weehdat Club - Al Ramtha SC - Al Hussein Irbid - Al-Ahli Amman - Al Sahab - Promu de D2 | - Al Jazira Amman - Al-Faisaly Club - Al Fahis - Promu de D2 - Al-Qadisiya SC - Shabab Al Hussein |

## Compétition

### Classement
Le barème utilisé pour établir le classement est le suivant :
- Victoire : 3 points
- Match nul : 1 point
- Défaite : 0 point

| Rang | Équipe            | Pts | J  | G  | N | P  | Bp | Bc | Diff |
| ---- | ----------------- | --- | -- | -- | - | -- | -- | -- | ---- |
| 1    | Al Faisaly ClubT  | 52  | 18 | 17 | 1 | 0  | 55 | 3  | +52  |
| 2    | Al-Weehdat ClubC  | 44  | 18 | 14 | 2 | 2  | 51 | 13 | +38  |
| 3    | Al-Ahli Amman     | 34  | 18 | 11 | 1 | 6  | 28 | 29 | -1   |
| 4    | Al Ramtha SC      | 26  | 18 | 8  | 2 | 8  | 29 | 25 | +4   |
| 5    | Al Hussein Irbid  | 26  | 18 | 8  | 2 | 8  | 29 | 34 | -5   |
| 6    | Shabab Al-Hussein | 21  | 18 | 6  | 3 | 9  | 31 | 42 | -11  |
| 7    | Al-Qadisiya SC    | 16  | 18 | 4  | 4 | 10 | 23 | 38 | -15  |
| 8    | Al Jazira Amman   | 15  | 18 | 3  | 6 | 9  | 20 | 32 | -12  |
| 9    | Al FahisP         | 13  | 18 | 4  | 1 | 13 | 18 | 48 | -30  |
| 10   | Al SahabP         | 10  | 18 | 2  | 4 | 12 | 20 | 40 | -20  |

|  | Champion de Jordanie 2000                                                                |
|  | Qualification pour la Coupe d'Asie des clubs champions 2001-2002                         |
|  | Qualification pour la Coupe des Coupes 2001-2002                                         |
|  | Relégation directe en deuxième division                                                  |
|  | T : Tenant du titre C : Vainqueur de la Coupe de Jordanie P : Promu de deuxième division |

## Bilan de la saison
| Championnat de Jordanie de football 2000   |                             |
| Champion                                   | Al Faisaly Club (27e titre) |
| Coupes et trophées                         |                             |
| Vainqueur de la Coupe de Jordanie 2000     | Al-Weehdat Club             |
| Qualifications continentales               |                             |
| Coupe d'Asie des clubs champions 2001-2002 | Al Ramtha SC                |
| Coupe des Coupes 2001-2002                 | Al-Weehdat Club             |
| Promotions et relégations                  |                             |
| Promus en première division                | Kfarsoum SC                 |
| Promus en première division                | Al Buqa'a                   |
| Relégués en deuxième division              | Al Fahis                    |
| Relégués en deuxième division              | Al Sahab                    |